# Слоним
Сло́ним (бел. Сло́нім, пол. Słonim, лит. Slanimas, идиш סלאָנים‎) — один из наиболее древних городов Беларуси в Гродненской области, административный центр Слонимского района. Расположен на слиянии рек Щара и Исса, в 195 км к юго-западу от Минска и в 143 км юго-восточнее Гродно, в 10 километрах от Слонима находится известнейший Жировичский православный монастырь. Железнодорожная станция на пути между Барановичами и Волковыском.
Численность населения — 48 402 человек (на 1 января 2025 года).

## Геральдика
Герб Слонима «Лев» официально был утверждён 4 января 1591 года. Он показывает принадлежность города Льву Сапеге, так как герб «Лев» стал родовым ещё в начале XV века. На голубом поле герба изображён стоящий на задних лапах золотой лев, который держит в правой верхней лапе направленную вверх серебристую стрелу с двумя перекладинами на древке. Название герба «Лев» относится к очень далёким временам. В своей книге «Русская геральдика» А. Лакиер писал: «Лев есть серебряное копьё или белая стрела, положенная в красном поле и перекрещённая двумя белыми перекладинами наподобие секир. На шлеме видна до половины выходящая лисица, обращённая влево». В гербе Слонима нет изображения лисы, оставлена лишь эмблема стрелы. Лису заменил лев — самое любимое животное в гербах по их символическому значению.
Герб города Слонима утверждён решением Слонимского городского исполнительного комитета от 30 апреля 1998 года № 194 и зарегистрирован в Гербовом матрикуле Республики Беларусь 28 мая 1998 года № 13.
Флаг города Слонима и Слонимского района учреждён Указом Президента Республики Беларусь от 9 сентября 2009 года № 450 и зарегистрирован в Государственном геральдическом регистре Республики Беларусь 25 сентября 2009 года № Б-173. Одобрен решением Слонимского районного исполнительного комитета от 20 августа 2007 года № 657.

## История
В списке середины XVII века в составе Киево-Печерский патерик под редакцией Иосифа Тризны имеется комплекс Туровских уставов, в состав которого входит уставная грамота о поставлении Туровской епископии, согласно которой князь великий киевский Василий (Владимир Святославич) в лето 6513 (1005) года придал Туровской епископии вместе с другими городами и Слоним.
По археологическим данным укреплённое селение на территории современного города могло возникнуть в 1036 году.
В Памятной книжке гродненской губернии от 1861 года упоминается битва Ярослава I в 1040 году, в котором он потерпел поражение от туровских князей.[значимость факта?]
В письменных источниках (в Ипатьевской летописи) Слоним впервые упоминается в 1252 году как Услоним, Вслоним (вероятно, от старославянского «услона», «вслона» — заграда, барьер, укрепление).
Слоним был местом укрывательства Витовта от преследований Ягайлы после побега Витовта из Кревского замка; (из Слонима Витовт бежал в Мазовию и столицу Пруссии Мариенбург).
- В середине XIII века Слоним вошёл в состав Великого княжества Литовского[11].
- 15 июля 1410 года Слонимская хоругвь (полк) принимала участие в Грюнвальдской битве.[источник не указан 932 дня]
- 1413 год: Слоним стал центром уезда.[источник не указан 932 дня]
- С 1507 по 1795 год Слоним находился в составе Новогрудского воеводства и был центром Слонимского повета.[источник не указан 932 дня]
- 1531 год: город получил Магдебургское право.[источник не указан 932 дня]
- 1586 год: городом стал владеть великий литовский канцлер Лев Сапега, после него — подканцлер литовский Казимир Лев Сапега, магнаты Огинские.[источник не указан 932 дня]
- 1591 год: при Слонимском старосте Льве Сапеге (подканцлер, а затем и канцлер Великого княжества Литовского, по инициативе и под редакцией которого был напечатан «Статут Великого княжества Литовского») король Жигимонт III подтвердил городу право на самоуправление. Тогда же был утверждён герб Слонима: золотой Лев с двойным серебряным крестом со стрелкой на голубом поле.[источник не указан 932 дня]
- 1704 год: Кароль Радзивилл получил от короля Августа ІІ Слоним и Слонимскую экономию, отобранные у Бенедикта Сапеги.[источник не указан 932 дня]
- В 1712—1721 годах слонимским старостой был Рейнхольд Николаевич Садовский, герба Любич[12].
- До 1761 года слонимским старостой был Игнаций Садовский, сын Рейнхольда Садовского[13].
- В 1779 году слонимским старостой был Каетан Садовский, герба Любич.[источник не указан 932 дня]
- В XVIII веке расцвет Слонима, связанный с деятельностью великого гетмана литовского Михаила Казимира Огинского (1728—1800). Около 1770 года. В Слониме создан придворный театр.[источник не указан 932 дня]
- 1795 год: Слоним в результате третьего раздела Речи Посполитой вошёл в состав Российской империи. При этом он становится центром новообразованной Слонимской губернии, однако просуществовал в этом статусе недолго[14].

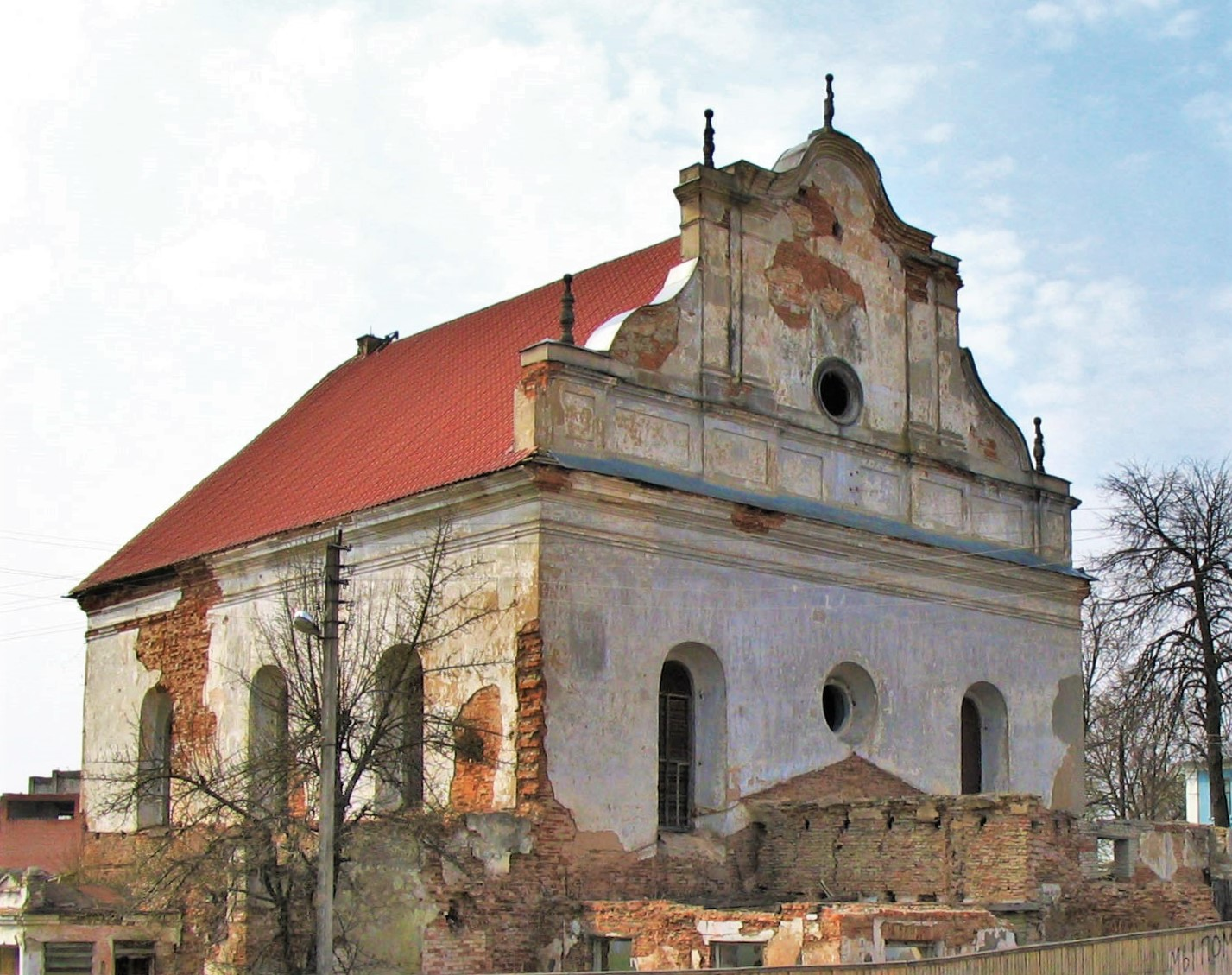
Синагога в Слониме

- В 1804 году в Слониме построена мечеть.
- С сентября 1915 по январь 1919 года кайзеровские войска оккупировали город. 18 марта 1921 года по Рижскому мирному договору отошёл под юрисдикцию Польши.[источник не указан 932 дня]
- 1927 год: была восстановлена картонно-бумажная фабрика «Альбертин».[источник не указан 932 дня]
- 1938 год: 25 декабря вышел первый номер «Газеты Слонимской» (издавалась до 8 января 1939 г.). Издание газеты возобновлено с 1997 года.[источник не указан 932 дня]
- В довоенное время Слоним представлял собой крупное еврейское местечко. Отсюда происходит известная хасидская династия[англ.].
- 18 сентября 1939 года советские войска вошли в город, и 14 ноября он вошёл в состав Белорусской ССР. 4 декабря город и район вошли в состав Барановичской области.[источник не указан 932 дня]
- 1940 год: 15 января Слонимский повет упразднён. Слоним — центр Слонимского района Барановичской области.[источник не указан 932 дня]
- С 24 июня 1941 по 10 июля 1944 года, во время Великой Отечественной войны, был оккупирован немецкими войсками. В созданном нацистами еврейском гетто было убито более 25 тысяч человек[15]. Убивали евреев и в окрестностях Слонима: так, в 1 километре от города, на Петралевичской горе гитлеровцами было расстреляно более 10 тыс. человек, на Чепелевских полях — 30 тыс., в урочище Морги — 2 тыс.[источник не указан 932 дня]
- 1954 год: 8 января Слоним стал центром Слонимского района Гродненской области.[источник не указан 932 дня]
- 1957 год: в сквере на улице Победы установлен памятник Ленину.[источник не указан 932 дня]
- 1963 год: 7 марта Слоним стал городом областного подчинения.[источник не указан 932 дня]
- 1965 год: 19 января в состав города включён фабричный посёлок Альбертин.[источник не указан 932 дня]
- 1992 год: был построен новый микрорайон города — Дружба (Энка).[источник не указан 932 дня]
- Указом Президента Республики Беларусь от 4 января 2002 года № 6 Слонимский район и город Слоним объединены в одну административно-территориальную единицу — Слонимский район с административным центром город Слоним[16].
- В 2025 году в связи с празднованием 80-й годовщины Победы советского народа в Великой Отечественной войне, а также в целях увековечивания подвига воинов Красной армии, трудящихся, партизан и подпольщиков Слоним награжден вымпелом «За мужнасць і стойкасць у гады Вялікай Айчыннай вайны» (Указ Президента Республики Беларусь от 8 апреля 2025 года № 144)[17][18][19].

## Население
Численность населения — 48 402 человек (на 1 января 2025 года).
| Численность населения с 1921 года:                                                              |
| Графики недоступны из-за технических проблем. См. информацию на Фабрикаторе и на mediawiki.org. |

| Год            | 1921 | 1931    | 1959    | 1970    | 1979    | 1989    | 2001    | 2006    | 2018    | 2020    | 2022    | 2023    | 2025    |
| -------------- | ---- | ------- | ------- | ------- | ------- | ------- | ------- | ------- | ------- | ------- | ------- | ------- | ------- |
| Население чел. | 9643 | ▲16 251 | ▲17 509 | ▲30 279 | ▲36 659 | ▲45 741 | ▲51 149 | ▼49 637 | ▼49 441 | ▲50 100 | ▼49 426 | ▼49 113 | ▼48 402 |

| Национальный состав по переписи 2009 года | Национальный состав по переписи 2009 года | Национальный состав по переписи 2009 года | Национальный состав по переписи 2009 года | Национальный состав по переписи 2009 года | Национальный состав по переписи 2009 года | Национальный состав по переписи 2009 года | Национальный состав по переписи 2009 года | Национальный состав по переписи 2009 года | Национальный состав по переписи 2009 года | Национальный состав по переписи 2009 года |
| Всего (2009)                              | белорусы                                  | белорусы                                  | русские                                   | русские                                   | поляки                                    | поляки                                    | украинцы                                  | украинцы                                  | цыгане                                    | цыгане                                    |
| ----------------------------------------- | ----------------------------------------- | ----------------------------------------- | ----------------------------------------- | ----------------------------------------- | ----------------------------------------- | ----------------------------------------- | ----------------------------------------- | ----------------------------------------- | ----------------------------------------- | ----------------------------------------- |
| 48 970                                    | 41 246                                    | 84,23 %                                   | 4655                                      | 9,51 %                                    | 1446                                      | 2,95 %                                    | 884                                       | 1,81 %                                    | 83                                        | 0,17 %                                    |
| 48 970                                    | татары                                    | татары                                    | армяне                                    | армяне                                    | литовцы                                   | литовцы                                   | немцы                                     | немцы                                     | азербайджанцы                             | азербайджанцы                             |
| 48 970                                    | 61                                        | 0,12 %                                    | 34                                        | 0,07 %                                    | 26                                        | 0,05 %                                    | 25                                        | 0,05 %                                    | 23                                        | 0,05 %                                    |
| 48 970                                    | евреи                                     | евреи                                     | молдаване                                 | молдаване                                 | грузины                                   | грузины                                   | чуваши                                    | чуваши                                    | мордва                                    | мордва                                    |
| 48 970                                    | 22                                        | 0,04 %                                    | 18                                        | 0,04 %                                    | 14                                        | 0,03 %                                    | 13                                        | 0,03 %                                    | 10                                        |                                           |

## Экономика
- ОАО «Газпром трансгаз Беларусь», филиал Слонимское УМГ — компрессорная станция «Слоним» на магистральном трубопроводе «Ямал — Европа»;
- ОАО СКБЗ «Альбертин» — картонно-бумажный завод, производитель картона, бумаги, санитарно-гигиенических товаров, картонно-бумажных гильз;
- ОАО «Слонимская КПФ» (камвольно-прядильная фабрика) — производитель различных типов пряжи;
- Филиал «Слонимский хлебозавод» РУП «Гроднохлебпром»
- Государственное предприятие «Слонимская фабрика художественных изделий»
- Филиал Скидельского агрокомбината
- ОАО «Слониммебель»
- ЧУТП «Ромгиль-текс»
- Слонимский филиал ОАО «Дворецкий льнозавод»
- УДП «Винодельческий завод»
- ОАО «Слонимский мясокомбинат»
- ДП «Мотороремонтный завод»
- ДП «Завод ЖБК»
- ГОУПП «Слонимская типография»
- КУП «Слонимский ДСЗ»
- Филиал ОАО «Мозырский авторемонтный завод»
- ГЛХУ «Слонимский лесхоз»
- Слонимское лесничество ГЛХУ «Ивацевичский военный лесхоз»
- Производственный цех «Слоним» ОАО «Щучинский маслосыродельный завод»

## Транспорт
Общественный транспорт представлен автобусами и маршрутными такси. По более чем 10 маршрутам пассажиров перевозят несколько десятков автобусов. Маршруты города обслуживает «филиал Автобусный парк № 3 г. Слоним» ОАО «Гроднооблавтотранс». Подвижной состав — в основном автобусы МАЗ-105, МАЗ-152, МАЗ-256, МАЗ-251, Неман-5201, Неман-520122, Неман-52012. Пригородное и междугородное автобусное сообщение осуществляется с слонимского автовокзала. Автобусными маршрутами Слоним связан с Брестом, Новогрудком, Гродно и другими крупными городами Беларуси. Железнодорожный вокзал обслуживает пассажиров по пригородным и междугородным направлениям. Перевозку грузов осуществляют межрайонное автотранспортное предприятие, железнодорожная станция «Слоним», автобаза РПО, автобаза «Гродносельстрой», «филиал Автобусный парк № 3 г. Слоним» ОАО «Гроднооблавтотранс».

### Городские маршруты
- 1 Вокзал — Рязановщина
- 3 МРЗ — Больница (Альбертин)
- 4 пл. Ленина — Чемеры
- 5 ул. Подлесная — СГПТК (по воскресеньям без заезда на детскую поликлинику)
- 7 Спутник — Райагромпромтехника (РАПТ)
- 8 ул. Звёздная — пл. Ленина (в рабочие дни с заездом на больницу в сторону пл. Ленина. По выходным в обоих направлениях с заездом на больницу)
- 10 пл. Ленина — ул. Барановичская
- 11 магазин «Дружба» — Райагромпромтехника (РАПТ)
- 12 магазин «Дружба» — Больница (Альбертин)
- 15 рынок «Наш край» — Больница (Альбертин) (по выходным рынок «Наш край» — Вокзал)
- 2э м-н Чайка — маг. Дружба
- 6т м-н Дружба — Больница (2 раза в день делает заезд на кладбище Чепелёво)
- 8т Детская поликлиника — ул. Звёздная (по воскресеньям не курсирует) (по субботам без заезда на больницу в направлении на Звёздную)
- 12т Больница — ул. Кленовая

ЧП «Албикус»
- 2-т м-н «Дружба» — Вокзал
- 3-т РАПТ — Больница

### Междугородные маршруты
Междугородные автобусные маршруты ходят из Слонима в Гродно, Брест, Несвиж, Лиду, Островец, Ружаны, Ивацевичи, Новогрудок, Мосты, Барановичи, Кобрин.

### Велодвижение
Доля передвижения на велосипеде в Слониме составляют лишь 1 % всех поездок с использованием транспорта.
Через Слоним проходит маршрут EuroVelo-2.

## Спорт
В городе существовало два футбольных клуба: «Коммунальник» и «Белтрансгаз», выступавших во второй лиге национального чемпионата, в 2013 году они объединены в один клуб — «Слоним».
В городе функционируют комплексная ДЮСШ № 1, СДЮШОР № 2 по гребле на байдарках и каноэ, ДЮСШ № 3 по лёгкой атлетике и профсоюзная комплексная ДЮСШ «Альбертин». Имеются секции по шахматам и шашкам.
В городе есть три стадиона: «Юность», «Динамо», «Альбертин». Стадион «Юность» вместе со спортивным комплексом был отреставрирован[когда?] к празднику «Дожинки-2014».

## Образование
В городе работает 8 общеобразовательных школ, «Слонимская гимназия», межшкольный учебно-производственный комбинат. Занятия детей спортом обеспечивают 4 спортивные школы, действует учреждение внешкольного воспитания и обучения «Скарбніца».
Функционирует медицинский колледж, политехнический профессиональный лицей, сельскохозяйственный профессиональный колледж и филиал Современного гуманитарного института.
В городе работает 17 дошкольных учреждений, в том числе один специализированный детский сад для детей с недостатками умственного и физического развития. Имеется детский дом смешанного типа с детским приютом.

## Культура

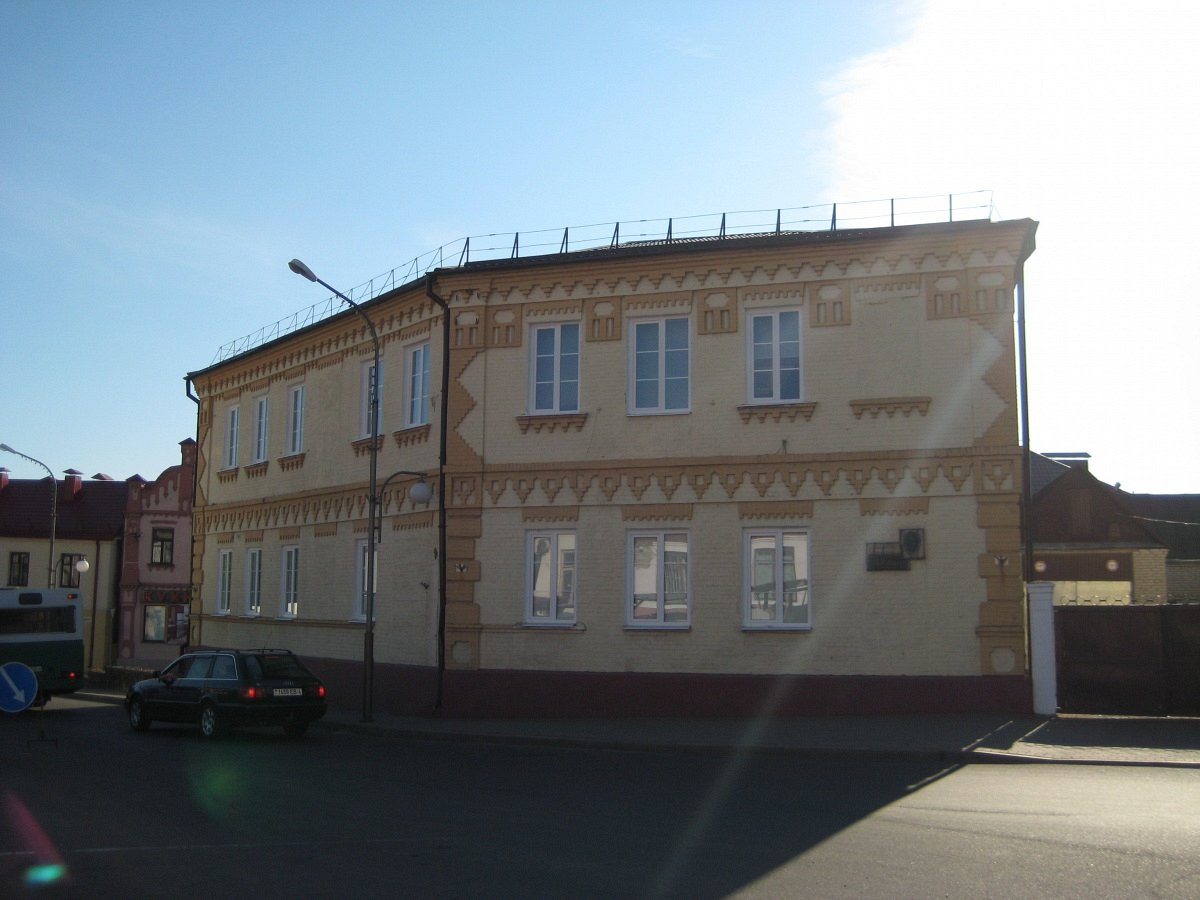
Районный краеведческий музей

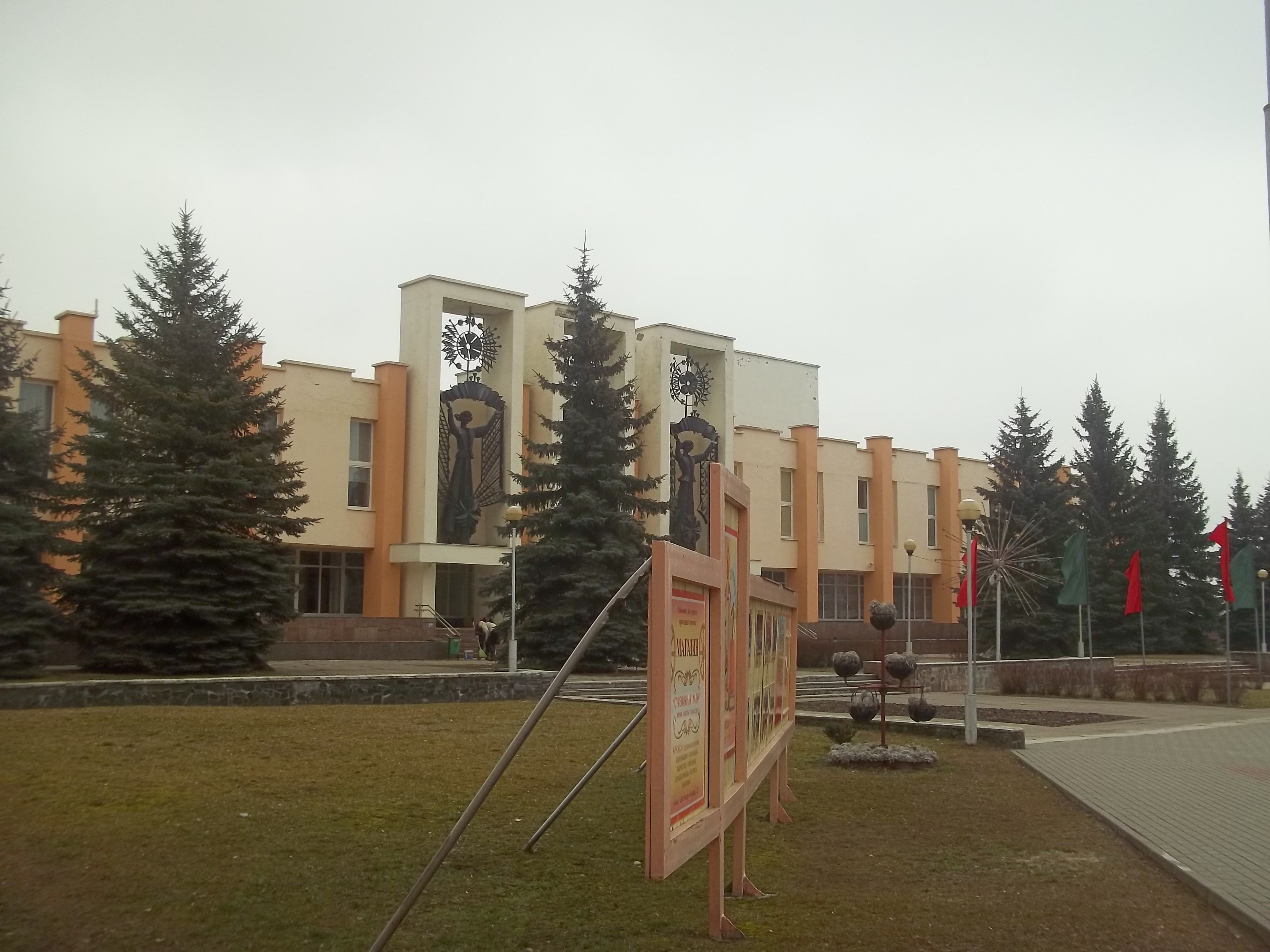
Слонимский районный центр культуры

В районном центре действует Слонимский районный краеведческий музей имени И. И. Стабровского с числом музейных предметов основного фонда 26 208 единиц. В 2016 году музей посетили около 16 500 человек (по этому показателю музей занимает 8-е место в Гродненской области).

### Музеи
- Музейная комната белорусского поэта, писателя О. А. Лойко в Слонимской районной библиотеке имени Я. Коласа[36]
- Музей белорусской книги в Слонимской районной библиотеке имени Я. Коласа[36]
- Народный музей революционной и боевой славы имени А. С. Жуковского ГУО «Средняя школа № 4 имени П. И. Батова г. Слонима»[37]
- Музей ГУО «Гимназия № 1 г. Слонима»[38]
- Литературно-этнографический музей «Литературная Слонимщина» ГУО «Средняя школа № 8 г. Слонима»
- Музей «Военная история Слонимщины» ГУО «Средняя школа № 9 г. Слонима»[39]
- Этнографический музей-мастерская «Беларускае мястэчка»

### Также расположены
- Слонимский драматический театр
- Слонимский районный центр культуры

## События и мероприятия

### События
- 18 августа 2023 года в Слоним прибыли участники велогонки «Тур Беларуси-2023»[40][41]

### Мероприятия
- 1 сентября 2019 года прошёл XXVI День белорусской письменности[42]
- 10 апреля 2021 года прошёл ХIII областной фестиваль детских образцовых театральных коллективов «Слонімскія цудадзействы»
- 13-15 мая 2022 года прошёл VI Республиканский фестиваль семейного творчества
- 16-17 июня 2023 года — спортивно-культурный фестиваль «Вытокі. Крок да Алімпу»[43][44][45]

## Достопримечательности
- Слонимский идол. В 1934 году на окраине Слонима на глубине 0,5 метра был найден слонимский идол[бел.] — изваяние X века из валуна красно-серого цвета. В настоящее время идол хранится в Слонимском краеведческом музее[46].
- Спасо-Преображенский собор — главный православный храм города

Достопримечательности Слонима
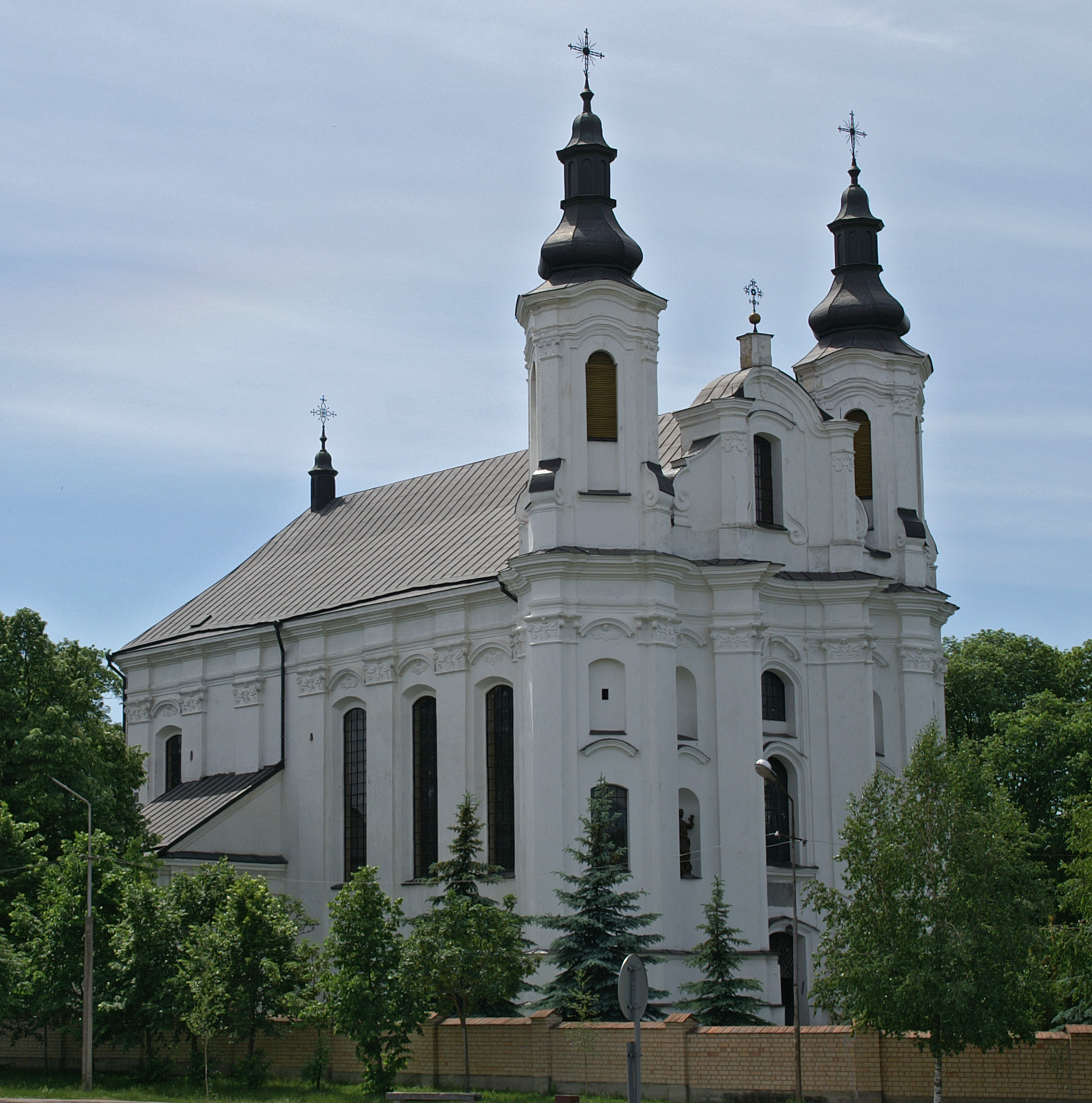
Храм Святого Андрея — главный католический храм города
- Слонимская Свято-Троицкая церковь (бывший костел и монастырь бернардинцев)
- Часовня Святого Доминика (1745)
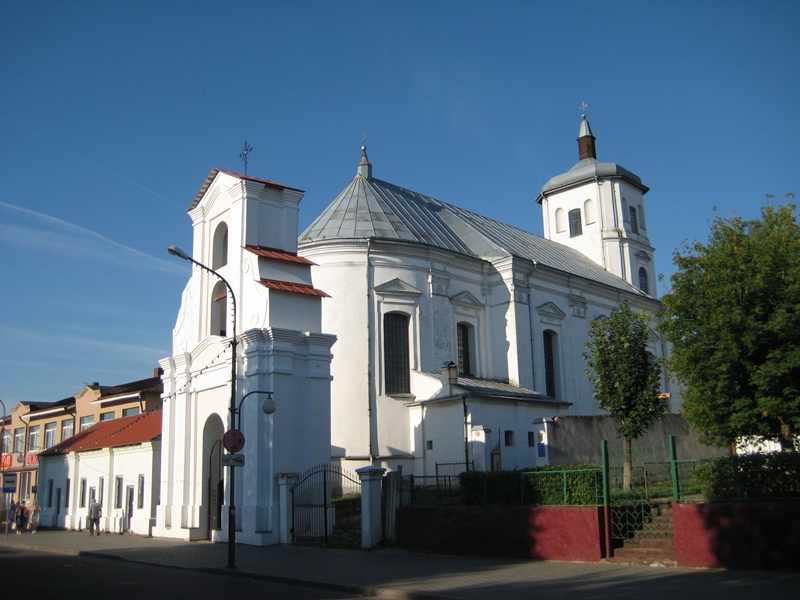
Костёл Непорочного Зачатия Девы Марии и монастырь бернардинок
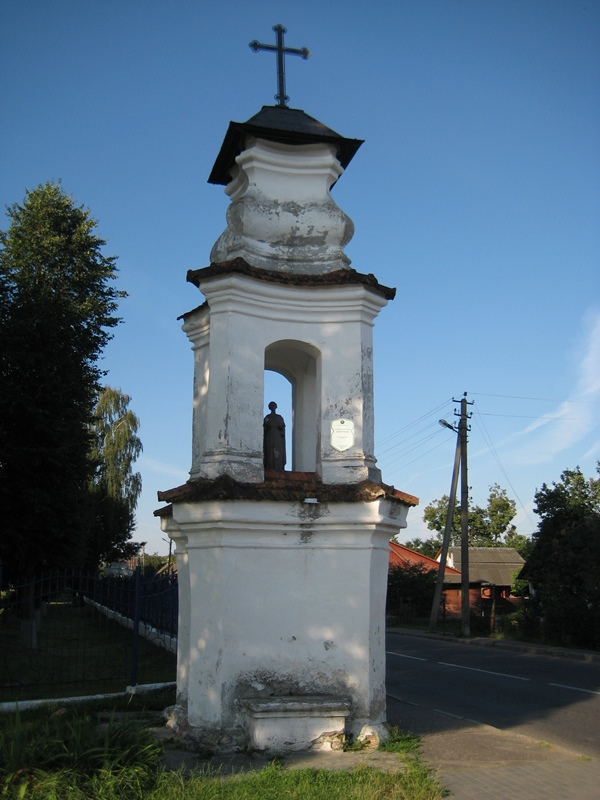
Часовня Святого Доминика (1745)

- Монастырь бенедикток (1801)
- Церковь в честь преподобного Афанасия Брестского (XIX в.)
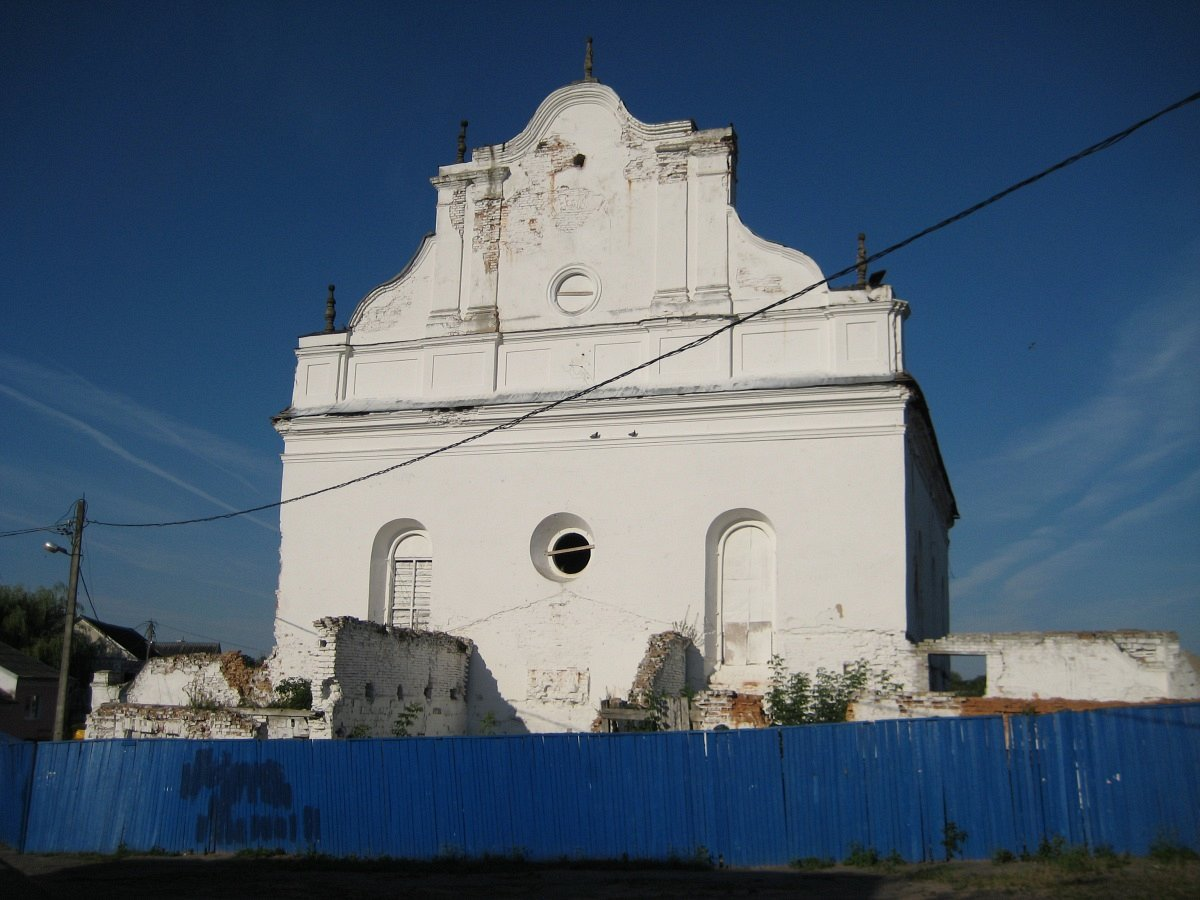
Слонимская синагога (1642) — памятник архитектуры барокко XVII века
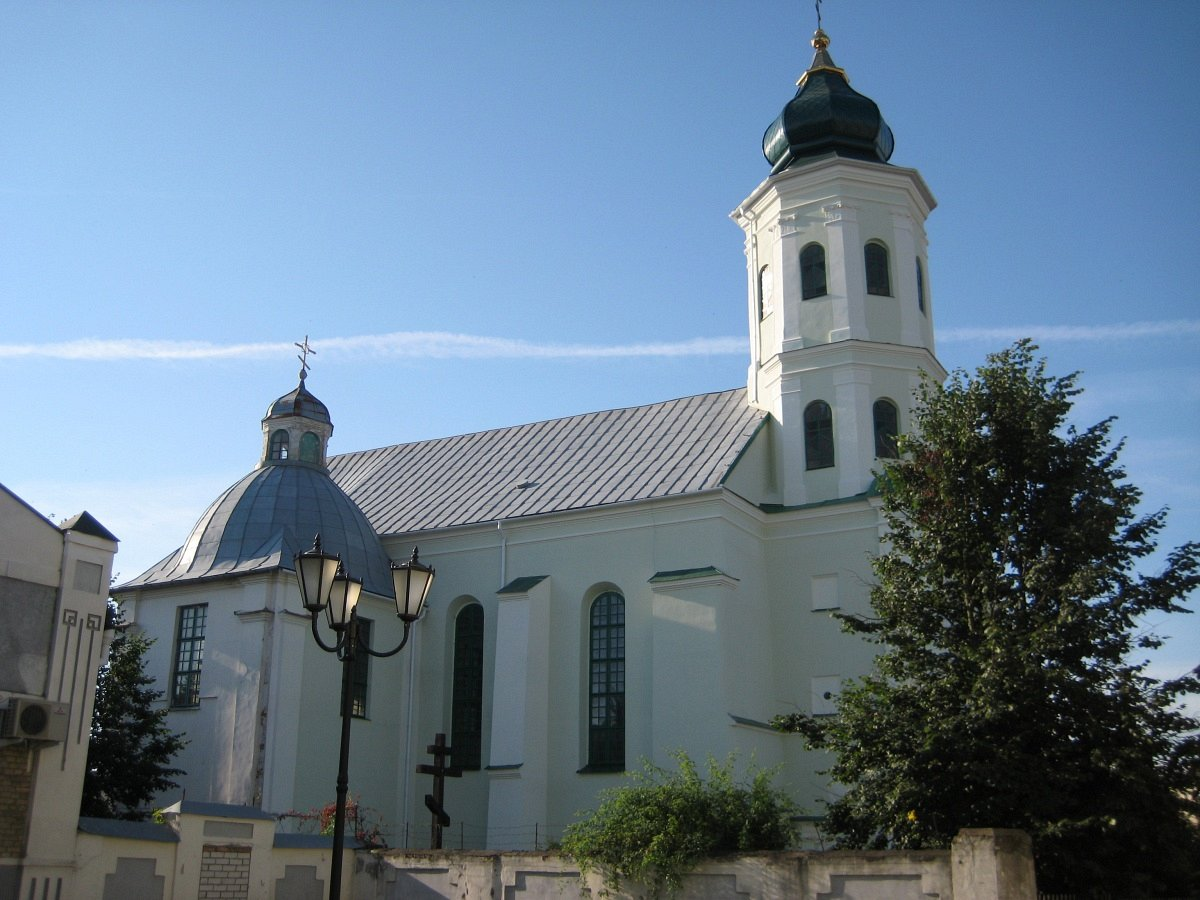
Слонимская Свято-Троицкая церковь (бывший костел и монастырь бернардинцев)
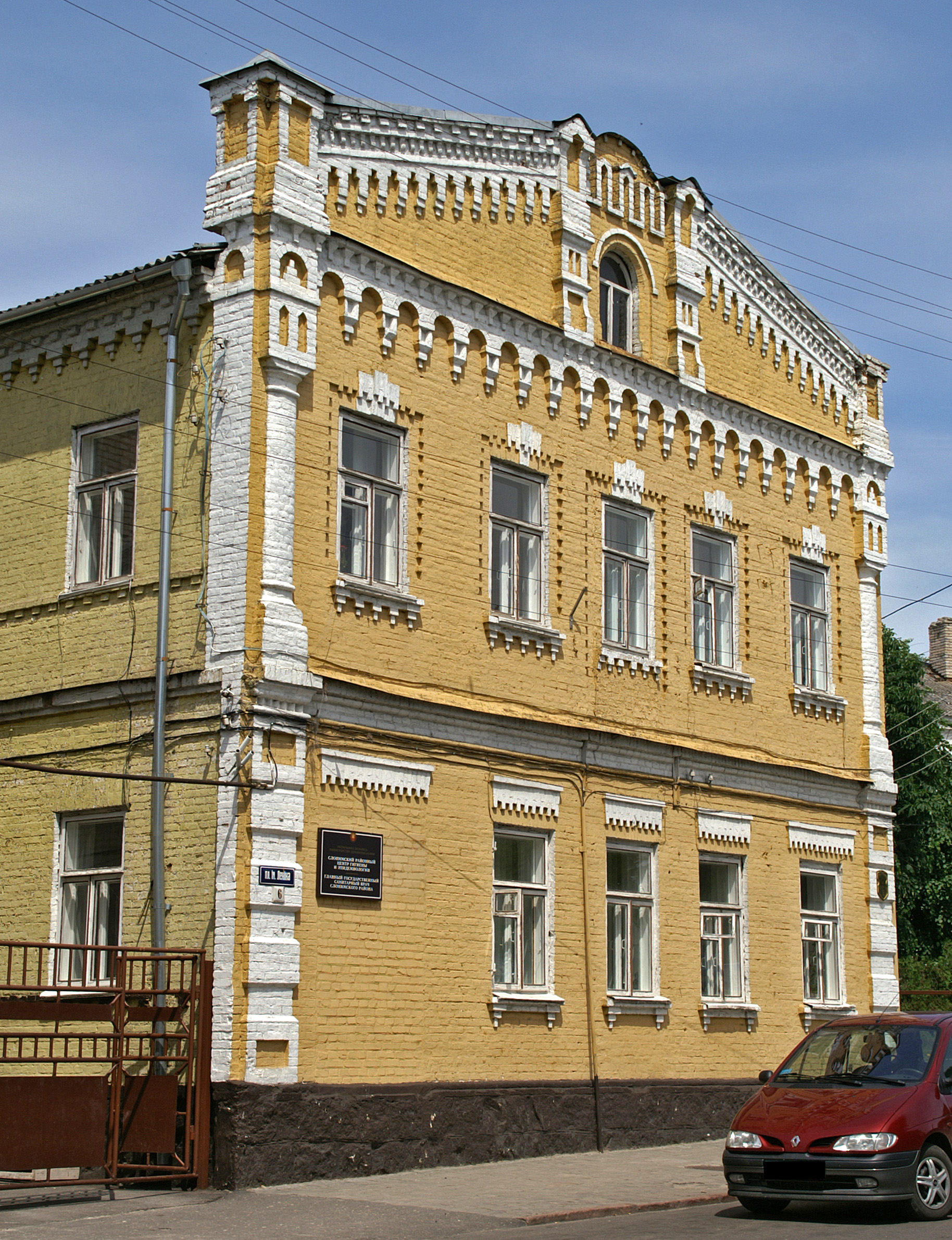
Жилой дом на пл. Ленина, 6
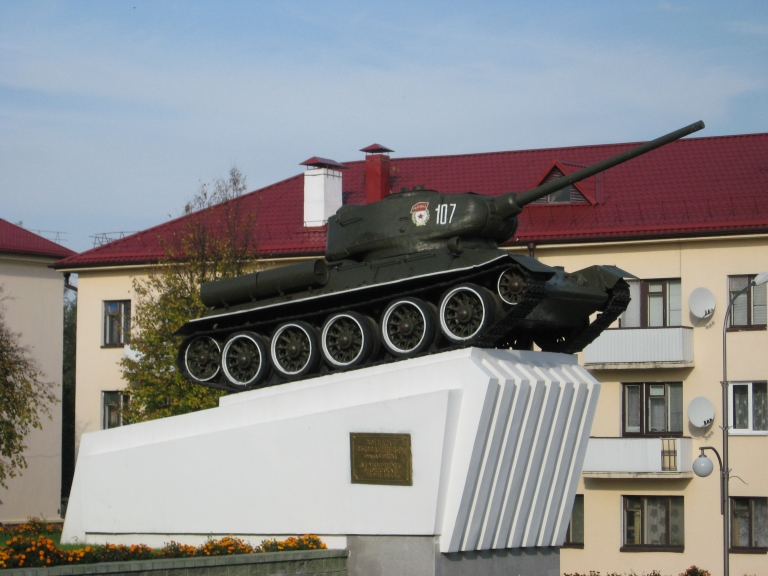
Танк Т-34 в центре
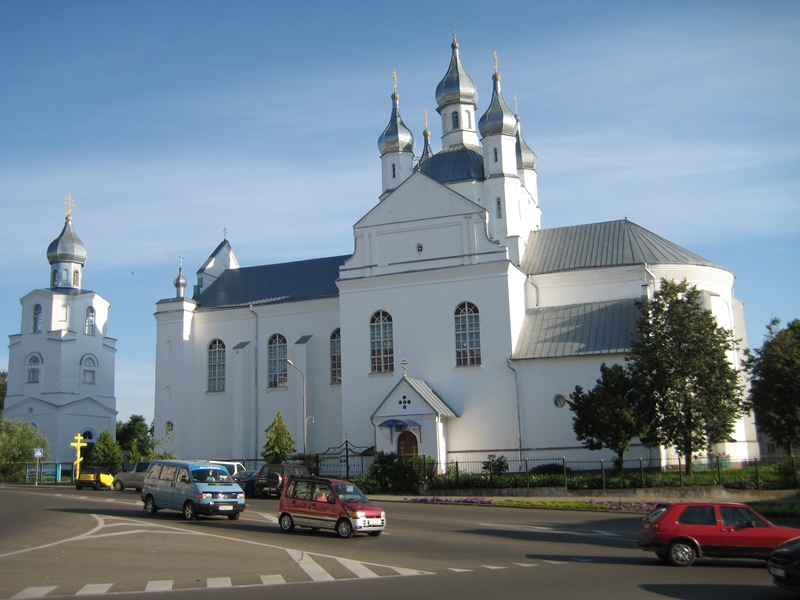
Спасо-Преображенский собор

- Слонимская ратуша (середина XVIII века), в которой в настоящее время размещается Слонимская центральная районная библиотека[47]
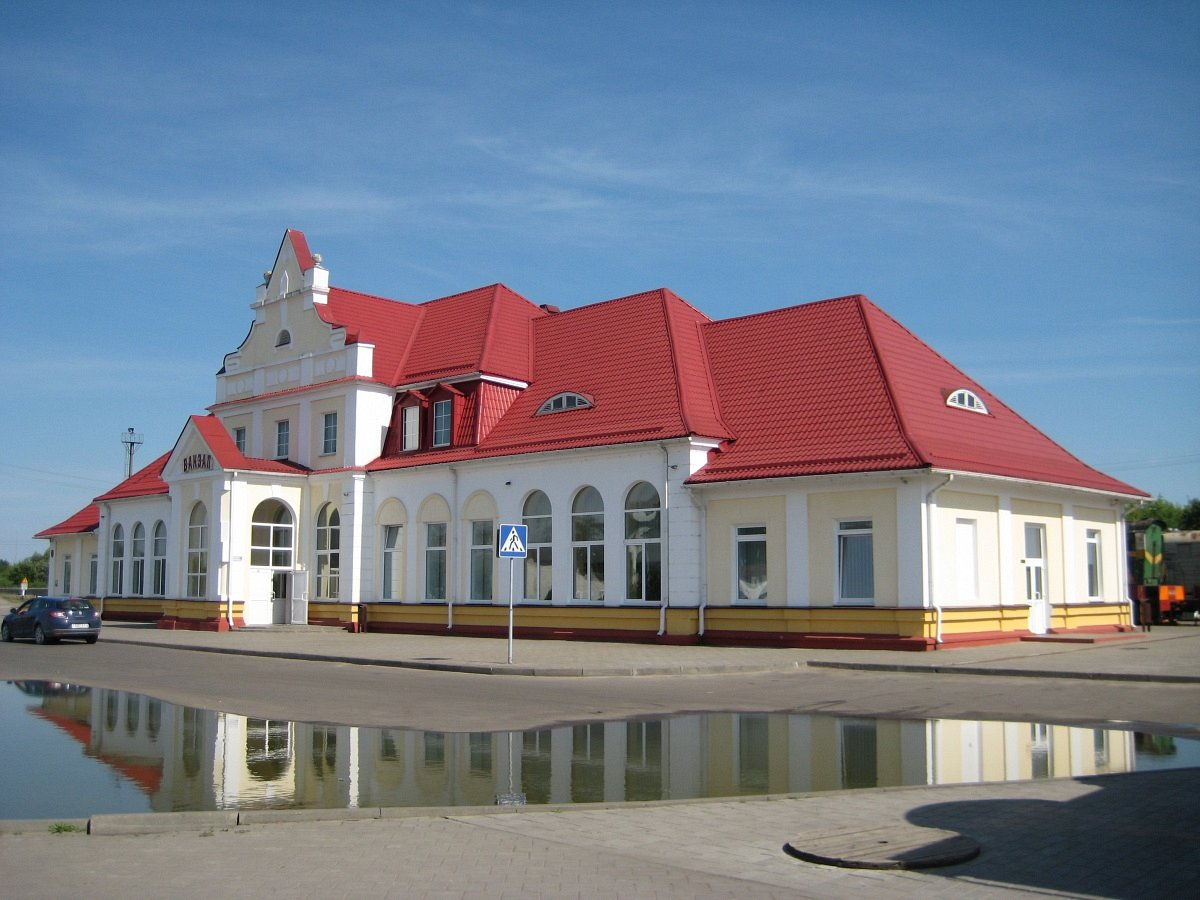
Здание железнодорожного вокзала построено в стиле «модерн» в 1922 году[48].
- Здание Слонимского банка
- Жилые дома (XIX — 1-й пол. XX вв.)
- Здание бывшей аустерии (гостиный двор), 2-я половина XVIII века
Слонимский усадебно-парковый комплекс Пусловских «Альбертин»: Праздничный дворец, Зимний дворец, Летний дворец, парк, брама, конюшни, хозяйственные постройки[49] —  Историко-культурная ценность Республики Беларусь, шифр 412Г000499.
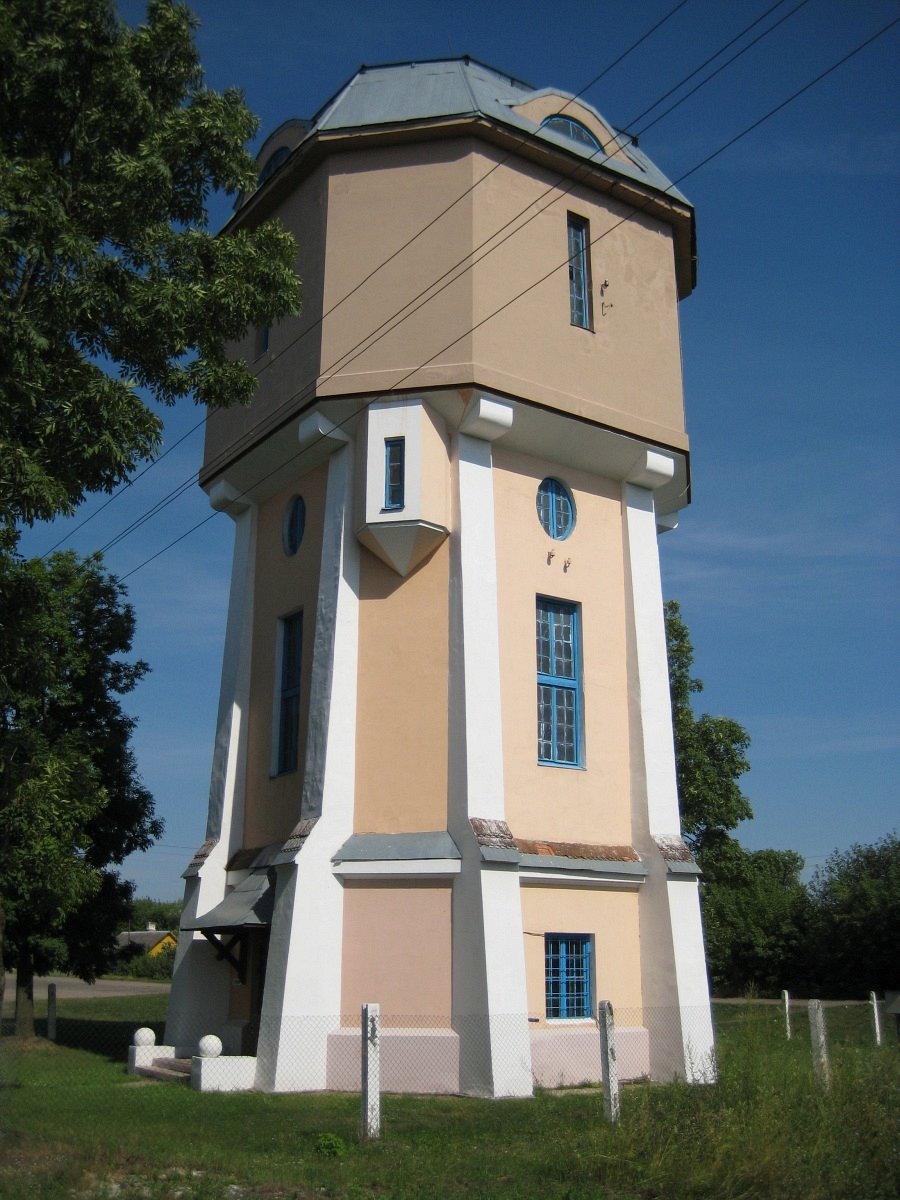
Водонапорная башня

- Огинский канал. Одной из гордостей города является Огинский канал, который в былые времена был важной водной артерией региона.
- Мечеть (1994)
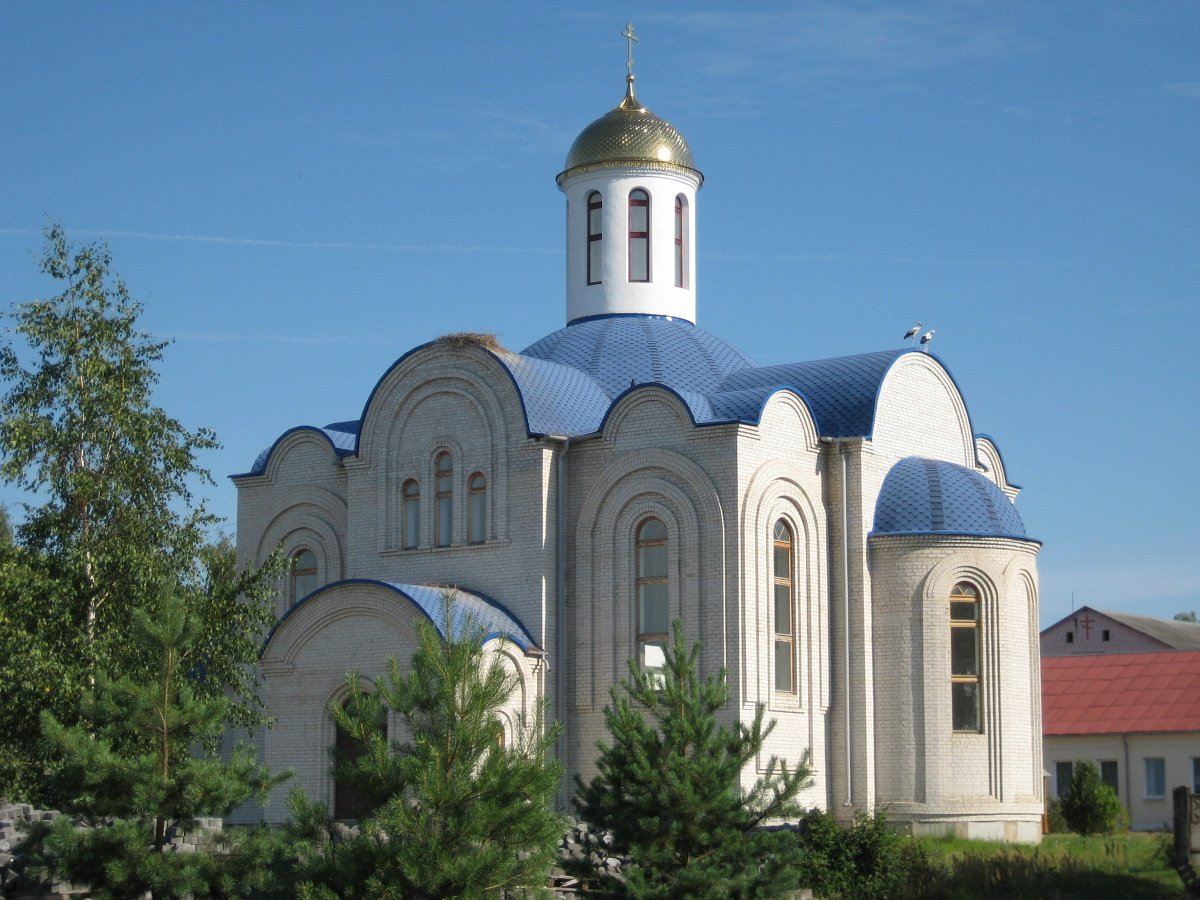
Слонимский Благовещенский монастырь (2003)
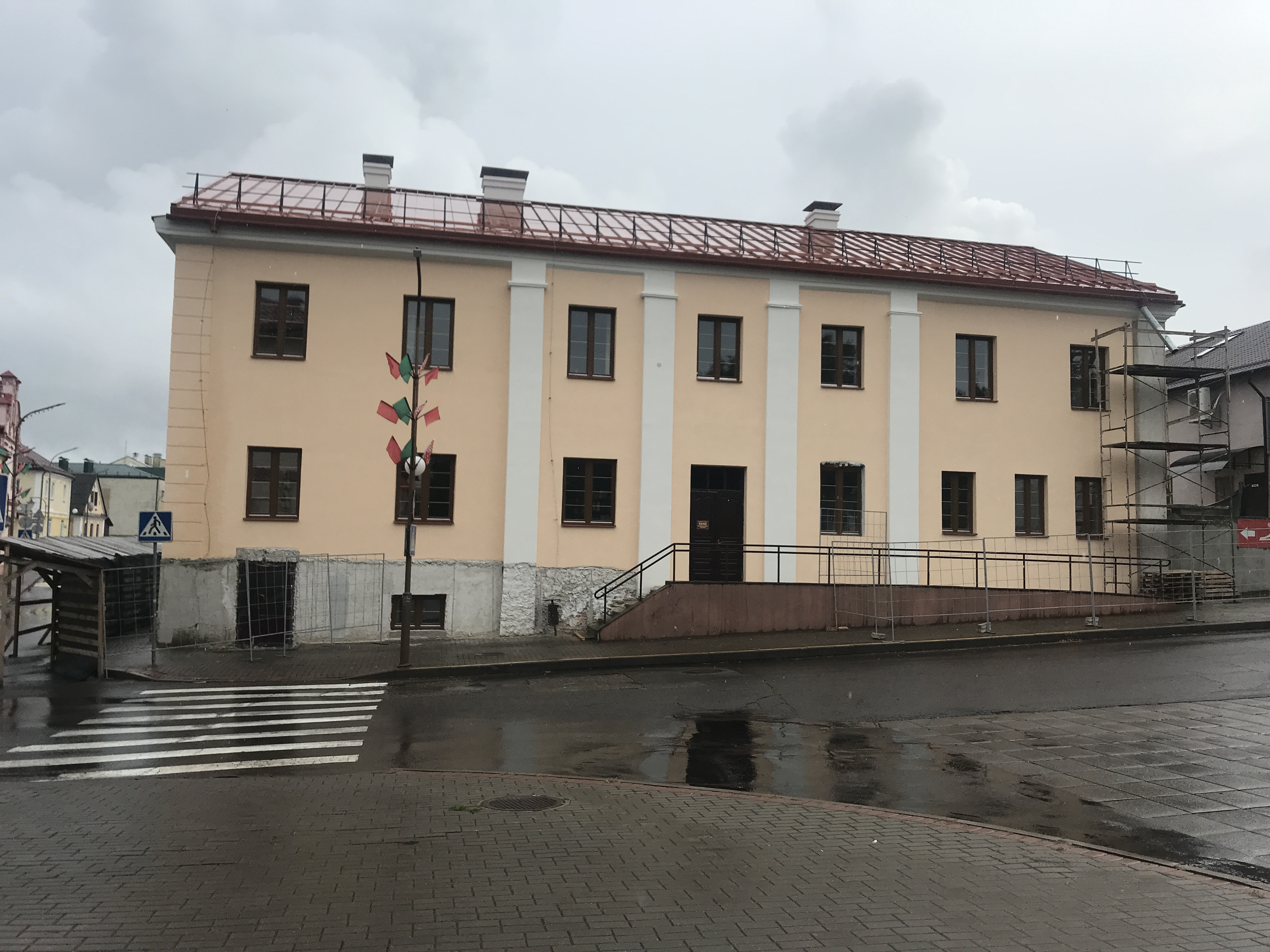
Слонимская ратуша

### Памятник, скульптура
- Памятник В. И. Ленину
- Памятник Льву Сапеге[50] (2019; скульпторы В. А. Пипин, И. Я. Миско, С. А. Логвин)
- Памятник погибшим воинам — скульптура солдата с автоматом и опущенным в трауре знаменем. Установлен в 1956 году. Автор памятника — Аким Курочкин. Прообразом памятника стал ученик СШ № 1, позже заслуженный учитель БССР Александр Пасько. В 1965 году возле памятника погибшим воинам зажжён Вечный огонь, привезённый из Брестской крепости. Всего здесь похоронено 1200 воинов и партизан. Установлено 184 фамилии.
- Памятник освободителям города Слоним от немецко-фашистских захватчиков. Представляет собой танк Т-34, установленный в 1969 году. Танк не участвовал в боях за Слоним, но принимал участие в сражениях Великой Отечественной войны. На танке — число 107, что означает дату освобождения Слонима: 10 июля 1944 года.
- Памятник-самолёт МиГ-15УТИ
- Памятный знак сотрудникам милиции (2018).
- Памятный знак по случаю 80-летия 841-й гвардейской группы артиллерии (2023).

### Утраченное наследие
- Слонимская мечеть (1882)  - Достопримечательности Слонима
  - Костёл Святого Андрея
  - Костёл Непорочного Зачатия Девы Марии и монастырь бернардинок
  - Часовня Святого Доминика (1745)
  - Слонимская синагога (1642)
  - Слонимская Свято-Троицкая церковь (бывший костел и монастырь бернардинцев)
  - Жилой дом на пл. Ленина, 6
  - Танк Т-34 в центре
  - Спасо-Преображенский собор
  - Здание вокзала (1922)
  - Усадебно-парковый комплекс "Альбертин"
  - Водонапорная башня
  - Благовещенский монастырь
  - Слонимская ратуша

## В филателии и нумизматике
- 20 января 2004 года выпущена в обращение марка «Гербы городов Беларуси. Герб Слонима»[51].
- 10 июля 2019 года Министерство связи и информатизации Республики Беларусь выпустило в обращение почтовую марку «Слоним» из серии «Города Беларуси»[52].
- 19 августа 2019 года Министерство связи и информатизации Республики Беларусь выпустило в обращение конверт с оригинальной маркой «День белорусской письменности в Слониме»[53].

## В топонимике
- Улица Слонимская — в Волковыске, Дятлово, Минске и других населённых пунктах.

## СМИ
Издаётся «Слонiмскi веснiк».

## Города-побратимы
- Торжок (Россия)
- Нижневартовск (Россия)
- Сергиев Посад (Россия)
- Гвардейский район (Россия)
- Северное Тушино (Россия)
- Чеховице-Дзедзице (Польша)
- Александрув-Куявский (Польша)
- Теленештский район (Молдова)
- Огре (Латвия)

• 🇧🇾 Гомель